# Джессика Джонс (1-й сезон)
Первый сезон американского телевизионного веб-сериала «Джессика Джонс», который основан на одноимённом персонаже комиксов Marvel, рассказывает о бывшей супергероине, которая открывает собственное детективное агентство после того, как её супергеройская карьера закончилась. Сериал входит в Кинематографическую вселенную Marvel (КВМ), и он напрямую связан с фильмами и другими телесериалами франшизы. Производством сезона занималось Marvel Television совместно с ABC Studios и Tall Girls Productions. Шоураннером сезона является Мелисса Розенберг.
Кристен Риттер исполняет роль Джонс, а Дэвид Теннант — роль Килгрейва. Также главные роли исполняют Майк Колтер, Рэйчел Тейлор, Уил Трэвэл, Эрин Мориарти, Эка Дарвилл и Кэрри-Энн Мосс. Разработка «Джессики Джонс» началась в конце 2013 года, когда Розенберг переработала сериал, который она ранее разработала для ABC. Риттер получила роль Джонс в декабре 2014 года, а съёмки проходили в Нью-Йорке с февраля по август 2015 года. Сезон посвящён проблемам изнасилований и домогательств, и задумывался как более продвинутый, чем другие проекты Marvel, особенно в плане секса. Операторская работа в шоу была вдохновлена нуаром, в то время как студия визуальных эффектов Shade VFX сосредоточилась на создании «невидимых» эффектов, которые поддерживали бы реалистичный подход шоу.
Премьера первых двух эпизодов сезона состоялась в Нью-Йорке 17 ноября 2015 года, а полный сезон из 13-ти серий вышел на Netflix 20 ноября и, по оценкам, получил высокую аудиторию зрителей и признание критиков. Критики высоко оценили выступления Риттер и Теннанта, а также нуарный тон сезона, подход к сексуальности и освещение таких мрачных тем, как изнасилование, нападение и посттравматическое стрессовое расстройство. Сезон был удостоен премии «Пибоди» в категории «Развлекательные и детские программы», а также премии «Хьюго» за лучшую постановку в малой форме. 17 января 2016 года сериал «Джессика Джонс» был продлён на второй сезон.

## Эпизоды
| № общий | № в сезоне | Название                                           | Режиссёр            | Автор сценария                                                                           | Дата премьеры  |
| --- | ---------- | -------------------------------------------------- | ------------------- | ---------------------------------------------------------------------------------------- | -------------- |
| 1 | 1          | «Дамский вечер» «AKA Ladies Night»                 | С. Дж. Кларксон     | Мелисса Розенберг                                                                        | 20 ноября 2015 |
| Джессика Джонс, частный детектив-алкоголичка, «одарённая» сверхчеловеческой силой, вручает владельцу стрип-клуба Грегори Сфирису повестку в суд для адвоката Джери Хогарт (которая крутит роман со своей помощницей Пэм за спиной своей жены доктора Венди Росс-Хогарт), в процессе чего она раскрывает ему свои способности. В свободное от работы время Джонс шпионит за Люком Кейджем, владельцем бара, который видит, как она заглядывает в его бар, и предлагает ей бесплатный алкоголь в качестве акции «Дамский вечер», что приводит к тому, что они проводят ночь вместе. Она уходит расстроенная, увидев фотографию женщины в его ванной. Барбара и Боб Шлоттман обратились к Джонс после того, как их дочь Хоуп начала вести себя по-другому и исчезла. Джонс обнаруживает, что Хоуп находится с Килгрейвом, человеком со способностями контролировать сознание, который когда-то контролировал Джонс, оставив её с посттравматическим расстройством, и которого она считала мёртвым. Джонс хочет сбежать, но её подруга и приёмная сестра Триш Уокер убеждает её помочь Хоуп. Джонс находит Хоуп, но она всё ещё находится под контролем Килгрейва, и Хоуп убивает своих родителей.                  |            |                                                    |                     |                                                                                          |                |
| 2 | 2          | «Краш-синдром» «AKA Crush Syndrome»                | С. Дж. Кларксон     | Михей Шрафт                                                                              | 20 ноября 2015 |
| Джессику Джонс расследует детектив Оскар Клемонс, который обнаруживает фотографии Кейджа, сделанные ею. Джонс лжёт Кейджу, говоря, что её нанял муж женщины, с которой Кейдж переспал. Кейдж, не зная, что женщина была замужем, спорит с женщиной по этому поводу, и когда она идёт к своему мужу, он нападает на Кейджа с группой. Джонс помогает отбиваться от мужчин и узнаёт, что Кейдж наделён непробиваемой кожей. Хогарт соглашается представлять Хоуп, если Джонс сможет доказать, что Килгрейв существует. Джонс вспоминает, как оставила Килгрейва умирать после того, как его сбил автобус, и теперь выслеживает водителя скорой помощи, который его подобрал. Водитель пожертвовал Килгрейву обе свои почки и сейчас находится на диализе. Джонс находит оперирующего врача, который анонимно пожертвовал аппарат для диализа. Он соглашается дать показания в пользу Хоуп и рассказывает, что оперировал Килгрейва без анестезии, поскольку это заблокировало бы способности Килгрейва. Когда Хогарт встречается с Хоуп, последняя рассказывает, что Джонс когда-то тоже находилась под контролем Килгрейва.                                                                                      |            |                                                    |                     |                                                                                          |                |
| 3 | 3          | «Это называется виски» «'AKA It's Called Whiskey'» | Дэвид Петрарка      | Сюжет : Лиз Фридман Телесценарий : Скотт Рейнольдс                                       | 20 ноября 2015 |
| Джонс и Кейдж сближаются из-за своих схожих способностей, в то время как Джонс также разыскивает анестетик хирургического класса, с помощью которого можно усмирить Килгрейва. Хогарт, которая теперь разводится с Венди (которая обнаружила её измену) и не желает рисковать собой и своей репутацией, несмотря на показания Кураты, организует для Уокер интервью Хоуп о Килгрейве в прямом эфире её ток-шоу на радио. Уокер просит всех, кто считает, что Килгрейв обращался к ним или контролировал их, связаться с Хогарт, а затем публично оскорбляет Килгрейва по радио. Разгневанный Килгрейв посылает сержанта полиции Уилла Симпсона убить Уокер, причем Джессике приходится применить к Уокер обезболивающее, чтобы убедить Симпсона в том, что он выполнил свои приказы. Джонс следует за Симпсоном до Килгрейва, который приказывает Симпсону сойти с балкона. Джонс снова убеждает Симпсона, что он выполнил этот приказ, вырубив его и отведя на улицу внизу, сказав ему, когда он проснулся, что она поймала его. Обыскивая дом, который занимал Килгрейв, Джонс обнаруживает комнату, полную её фотографий.                                                                                    |            |                                                    |                     |                                                                                          |                |
| 4 | 4          | «99 друзей» «AKA 99 Friends»                       | Дэвид Петрарка      | Хилли Хикс-мл.                                                                           | 20 ноября 2015 |
| Джонс принимает иск от дизайнера ювелирных изделий Одри Истман, которая ищет доказательства измены своего мужа. Джонс выслеживает мужа Истман на рандеву с его девушкой, но она обнаруживает, что эта западня, которую устроила Истман, которая обвиняет одарённых людей в смерти своей матери во время «инцидента» и которая узнала о способностях Джонс от Сфириса. Когда она вспоминает смерть своих собственных родителей, разгневанная Джонс убеждает Истманов оставить её в покое, демонстрируя свою силу и блефуя по поводу количества других одарённых в городе. Хогарт и Джонс обрабатывают большое количество людей, утверждающих, что они находились под контролем Килгрейва, формируя группу поддержки для тех, кто заметно пострадал от него. Симпсон пытается извиниться перед испуганной Уокер за свой поступок, когда он был под контролем Килгрейва; в конечном счёте они сближаются из-за этого опыта. Джонс использует записи с камер наблюдения, предоставленные Симпсоном, и подсказки, предложенные группой поддержки Килгрейва, чтобы узнать, что фотограф, шпионящий за ней для Килгрейва — её сосед-наркоман Малкольм Дюкасс.                                                          |            |                                                    |                     |                                                                                          |                |
| 5 | 5          | «Меня спас сэндвич» «AKA The Sandwich Saved Me»    | Стивен Сёрджик      | Дана Баратта                                                                             | 20 ноября 2015 |
| Джонс вспоминает своё недолгое пребывание в качестве супергероя, когда она обсуждает, спасать ли Дюкасса или использовать его как средство для обнаружения Килгрейва. Уокер и Симпсон завязывают романтические отношения, и Джонс неохотно позволяет ему участвовать в заговоре с целью захвата Килгрейва. Симпсон предоставляет бывшим сотрудникам спецслужб навыки и контакты, включая доступ к герметично закрытой комнате, в которой Килгрейв мог бы содержаться после того, как действие анестетика пройдёт. Они следуют за Дюкассом на его ежедневную встречу с Килгрейвом, где фотографии Джонс обмениваются на наркотики, к которым Килгрейв заставил Дюкасса пристраститься, чтобы он подчинялся Килгрейву даже после того, как его силы иссякли, примерно после 12 часов отсутствия контакта. Симпсон стреляет в Килгрейва анестетиком; Джонс отказывается позволить ему убить Килгрейва, чтобы его можно было использовать для доказательства невиновности Шлоттман. Джонс приводит Килгрейва к Уокер и машине для побега, но на них нападают нанятые телохранители, которые убегают с находящимся без сознания Килгрейвом. Затем Джонс решает помочь Дюкассу преодолеть его зависимость.            |            |                                                    |                     |                                                                                          |                |
| 6 | 6          | «Вы победитель!» «'AKA You're a Winner'»           | Стивен Сёрджик      | Эдвард Райкот                                                                            | 20 ноября 2015 |
| Килгрейв использует свои способности, чтобы выиграть в покер, и тратит свой выигрыш на покупку дома детства Джонс. Заплатив сокамернице за то, чтобы она избил её, Шлоттман признаётся Джессике, что она беременна ребёнком Килгрейва и пыталась сделать так, чтобы у неё случился выкидыш. Джонс даёт ей таблетку для аборта; Хогарт тайно намеревается забрать останки плода. Кейдж нанимает Джонс, чтобы та помогла найти брата человека, у которого есть доказательства смерти жены Кейджа, Ривы Коннорс. Коннорс оставила Кейджу инструкции найти коробку, которую она спрятала, но, когда он посмотрел, её там не было. Джонс вспоминает, как Килгрейв попросил Коннорс отвести их к коробке, а Джонс выкопала её, прежде чем убить Коннорс. Джонс и Кейдж находят пропавшего брата и получают досье на водителя автобуса, который случайно сбил Килгрейва (и который, по мнению Кейджа, сбил Коннорс). Видя, что водитель был пьян, Кейдж жаждет мести. Джонс вмешивается и признаётся, что Килгрейв заставил её убить Коннорс. Кейдж уходит, не в силах простить её за то, что она скрыла правду и спровоцировала интимные отношения с ним.                                                             |            |                                                    |                     |                                                                                          |                |
| 7 | 7          | «Отборные извращенцы» «Top Shelf Perverts»         | Саймон Келлан Джонс | Дженна Рибак и Михей Шрафт                                                               | 20 ноября 2015 |
| Пьяная Джонс, которую Хогарт попросила убедить Венди подписать документы о разводе, пристаёт к Венди в метро и чуть не убивает её. Венди отказывается подписывать бумаги. Дюкасс помогает Джонс вернуться в её квартиру, где они находят её соседа Рубена мёртвым. Сознательно обвиняя Килгрейва, Джонс разрабатывает отчаянный план: заключить себя в тюрьму строгого режима, чтобы, когда Килгрейв неизбежно придёт за ней, его способности были засняты на камеру. У Уокер и Симпсона есть свой собственный план, причём Симпсон следует за охраной Килгрейва, хотя он не говорит Уокер, когда находит их в старом доме Джессики. Дюкасс избавляется от тела Рубена, хотя Джонс находит его. Претворяя в жизнь свой план, Джонс отправляется в полицейский участок с отрубленной головой Рубена и признаётся в его убийстве. Её обработка прерывается, когда Килгрейв берёт под контроль станцию и признаётся в своей любви к Джонс, поскольку она была первым человеком, оказавшим ему сопротивление. Он приглашает её «домой», и Симпсон позже наблюдает, как Джонс добровольно входит в дом вместе с Килгрейвом.                                                                                          |            |                                                    |                     |                                                                                          |                |
| 8 | 8          | «Что бы сделала Джессика?» «AKA WWJD?»             | Саймон Келлан Джонс | Скотт Рейнольдс                                                                          | 20 ноября 2015 |
| Джонс проводит несколько дней, живя с Килгрейвом. Хотя он забирает её телефон, чтобы она не могла записать его, она тайно получает телефон Симпсона, когда ловит его пробирающимся в дом, чтобы заложить бомбу. Не желая позволить Килгрейву умереть, пока Шлоттман не будет на свободе, Джонс рассказывает Килгрейву о бомбе. Килгрейв, пытаясь доказать, что его природа была навязана ему силой, показывает Джессике флешку (которую Коннорс спрятала в коробке), содержащую видеозапись того, как его родители экспериментировали над ним в детстве, и он в конце концов останавливает их по своей команде. Джонс показывает Килгрейву, что он может творить добро с помощью своих способностей, убеждая его спасти нескольких человек. Она навещает Триш и спрашивает, должна ли она остаться с Килгрейвом и попытаться использовать его способности, чтобы изменить мир к лучшему. Когда Джонс, зная, что Килгрейв причинит вред некоторым из своих «слуг», если она не вернётся, возвращается к Килгрейву, она вместо этого использует отвлекающий манёвр, чтобы обезвредить его, и улетает с ним. Затем Симпсон оказывается серьёзно ранен своей собственной бомбой, которую Килгрейв оставил для него. |            |                                                    |                     |                                                                                          |                |
| 9 | 9          | «Скамья штрафников» «AKA Sin Bin»                  | Джон Дал            | Джейми Кинг и Дана Баратта                                                               | 20 ноября 2015 |
| Уокер везёт Симпсона в больницу, где он настаивает на встрече с доктором Козловым, который был армейским сержантом. Козлов даёт ему какие-то таблетки, и его раны чудесным образом заживают. Джонс заключает Килгрейва в герметически закрытую комнату, где планирует пытать его до тех пор, пока он не раскроет свои способности перед камерой. Хогарт предупреждает её, что это приведёт к проигрышу их дела в суде, и что окружной прокурор предложил Шлоттман 20-летнюю сделку о признании вины, если она признает себя виновной. Джонс убеждает Шлоттман не соглашаться на сделку и разрабатывает новый план. Из видеозаписей экспериментов Килгрейва Джонс узнаёт имена его родителей, Луиз и Альберта Томпсонов, и по фотографиям понимает, что его мать является членом группы поддержки. Джонс противостоит ей и Альберту и убеждает их встретиться лицом к лицу со своим сыном. Джонс также заставляет Клемонса выступить в качестве свидетеля. В камере Килгрейв испытывает угрызения совести, но Луиз пытается убить его, чтобы он больше никому не причинил вреда, и он заставляет её покончить с собой. Джонс спасает Альберта от подобной участи, но Килгрейв сбегает.                           |            |                                                    |                     |                                                                                          |                |
| 10 | 10         | «1000 ран» «AKA 1,000 Cuts»                        | Розмари Родригес    | Дана Баратта и Михей Шрафт                                                               | 20 ноября 2015 |
| Килгрейв заставляет Хогарт отвести его к врачу; она идёт к Венди, надеясь, что Килгрейв заставит её подписать документы о разводе, но Килгрейв вместо этого приказывает Венди убить Хогарт, нанеся ей тысячу порезов в качестве мести. Прибывает Пэм и случайно убивает Венди, чтобы остановить её, ударив её вазой по голове. Томпсон раскрывает, что способности Килгрейва — это вирус, который он высвобождает, и что вакцина может быть создана из крови Джонс, поскольку Джонс, похоже, стала невосприимчива к влиянию Килгрейва. Симпсон, находящийся под воздействием препаратов Козлова (которые повышают боевые качества и заглушают боль), прибывает в камеру, где Клемонс охраняет улики, необходимые для заключения Килгрейва в тюрьму. Намереваясь вместо этого убить Килгрейва, Симпсон убивает Клемонса и уничтожает улики. Он находит Уокер с Томпсоном, которому не удаётся создать вакцину, но она отсылает Симпсона прочь, когда видит, насколько он нестабилен, умудряясь при этом забрать у него несколько таблеток. Килгрейв освобождает Шлоттман из тюрьмы и обменивает её на своего отца; Шлоттман убивает себя, чтобы Джессика смогла свободно убить Килгрейва.                        |            |                                                    |                     |                                                                                          |                |
| 11 | 11         | «Меня одолела тоска» «'AKA I've Got the Blues'»    | Ута Бризевиц        | Скотт Рейнольдс и Лиз Фридман                                                            | 20 ноября 2015 |
| Джонс вспоминает, как очнулась после автомобильной аварии единственным выжившим членом своей семьи и была удочерена Уокерами в рамках рекламного трюка жестокой приёмной матери Триш, чтобы помочь укрепить славу Триш как звезды детской телевизионной программы «Пэтси!». Вскоре после этого Джонс обнаружила свои способности. Теперь Джонс скрывает смерть Шлоттман и причастность к ней Килгрейва и начинает обыскивать морги в поисках тела Томпсона в качестве зацепки. Страдая от растущего недосыпа, Джонс получает травму в результате несчастного случая, но ей удаётся найти тело Клемонса и сделать вывод, что Симпсон убил его, а не Килгрейв. Она соглашается встретиться с Симпсоном, и он нападает на неё в её квартире, одолевая раненую Джонс. Прибывает Уокер и использует таблетки Симпсона, чтобы помочь Джонс победить его. Непривыкшая к таблеткам Уокер нуждается в медицинской помощи. Пока она приходит в себя в больнице, Козлов забирает находящегося без сознания Симпсона из квартиры Джонс, и Килгрейв предупреждает Джонс, что он нашёл Кейджа; Джонс сама находит Кейджа как раз в тот момент, как его бар взрывается вместе с ним внутри.                                    |            |                                                    |                     |                                                                                          |                |
| 12 | 12         | «Вставай в очередь» «AKA Take a Bloody Number»     | Билли Гирхарт       | Хилли Хикс Мл.                                                                           | 20 ноября 2015 |
| Кейдж переживает взрыв и рассказывает Джонс, что Килгрейв приказал ему уничтожить свой бар. Уокер узнаёт, что Козлов работает на «IGH», компанию, которая также оплачивала медицинские счета Джонс после её детской автомобильной аварии и, возможно, сыграла определённую роль в обретении ею способностей. После того, как Кейдж рассказывает о событиях, приведших к взрыву, в ходе которых он последовал за Джонс, чтобы противостоять Килгрейву, они понимают, что Килгрейв держит Томпсона живым, чтобы попытаться повысить его способности, и, возможно, проверяет свою растущую власть над людьми. Пока они ведут расследование, Кейдж прощает Джонс за её роль в смерти Коннорс, и они снова начинают сближаться. Они находят ночной клуб, где Килгрейв испытывал свои усиленные способности, и сталкиваются с ним там. Он раскрывает, что всё это время он контролировал Кейджа, заставив его простить Джонс, чтобы заслужить её доверие, и теперь натравливает Кейджа на Джонс, после чего убегает, пока они дерутся. Вскоре прибывает полиция, и Кейдж одолевает их, но Джессике удаётся из одного из их дробовиков выстрелить ему в голову в упор.                                                 |            |                                                    |                     |                                                                                          |                |
| 13 | 13         | «Улыбнись» «AKA Smile»                             | Майкл Раймер        | Сюжет : Джейми Кинг и Скотт Рейнольдс Телесценарий : Скотт Рейнольдс и Мелисса Розенберг | 20 ноября 2015 |
| Поскольку Кейдж без сознания и ему требуется медицинская помощь, медсестра Клэр Темпл, у которой есть предыдущий опыт лечения одарённых людей, соглашается присмотреть за ним, пока Джонс выслеживает Килгрейва, который пока недоволен усилиями Томпсона по увеличению его способностей. Томпсон использовал останки плода, которые хранила Хогарт, и считает, что полная доза извлечённого им препарата теперь может сделать Килгрейва достаточно могущественным, чтобы контролировать Джонс. Используя телефон Кейджа, Джонс выслеживает Килгрейва до квартиры богатой пары, которую он поработил, как раз в тот момент, когда Томпсон умирает. Кейдж просыпается и решает уйти. Джонс противостоит Килгрейву на яхте супругов, где он берёт Уокер в заложники. Когда Джонс позволяет этому случиться, Килгрейв верит, что наконец-то снова смог получить контроль над ней. Однако, когда он просит её сказать «Я люблю тебя», Джонс вместо этого говорит это Уокер и сворачивает Килгрейву шею. Джонс арестовывают за убийство, но Хогарт добивается её освобождения, оставляя её получать звонки от людей по всему городу, которые слышали о её героизме и обращаются к ней за помощью.                    |            |                                                    |                     |                                                                                          |                |

## В ролях
| - Кристен Риттер — Джессика Джонс - Майк Колтер — Люк Кейдж - Рэйчел Тейлор — Патриша «Триш» Уокер - Уил Трэвэл — Уилл Симпсон - Эрин Мориарти — Хоуп Шлоттман - Эка Дарвилл — Малкольм Дюкасс - Кэрри-Энн Мосс — Джери Хогарт - Дэвид Теннант — Килгрейв | - Сьюзи Абромейт — Пэм - Робин Вайгерт — Венди Росс-Хогарт - Николь Яннетти — Николь - Киран Малкейр — Рубен - Кларк Питерс — Оскар Клемонс - Колби Минифи — Робин - Даниэль Ферланд — Клэр - Джиллиан Гласко — Эмма - Райан Фаррелл — Джексон - Пол Прайс — Дональд - Лиза Эмери — Луиз Томпсон - Майкл Сиберри — Альберт Томпсон | - Ройс Джонсон — Бретт Махони - Розарио Доусон — Клэр Темпл |

## Производство

### Разработка
В октябре 2013 года Marvel и Disney объявили, что Marvel Television и ABC Studios выпустят на Netflix сериалы о Сорвиголове, Джессике Джонс, Железном Кулаке и Люке Кейдже, которые объединятся в мини-сериале, основанном на комиксах о Защитниках. Мелисса Розенберг была назначена на должность шоураннера сериала о Джессике Джонс, который был переделан «с самой первой страницы» из оригинального проекта, тот что она разработала в декабре 2010 года для ABC. В декабре 2014 года было объявлено официальное название «AKA Джессика Джонс», но в июне 2015 года оно было сокращено до «Джессика Джонс». Сезон состоит из тринадцати часовых эпизодов.

### Сценарий
Сценаристы этого сезона работали в Лос-Анджелесе, а один член команды сценаристов находился на съёмочной площадке в Нью-Йорке. Актриса Кэрри-Энн Мосс рассказала о том, как разрабатывались сценарии в процессе производства сезона, объяснив, что диалоги обычно не сильно менялись во время съёмок, но сцены менялись с учётом мест съёмок, когда это было необходимо. Розенберг заявила, что, поскольку Джонс — частный детектив, в шоу будут присутствовать некоторые элементы процедуралов, «но наше внимание сосредоточено не на этом. Тут есть дела. В частности, есть большое дело, который расследуется в течение сезона». Комментируя это, глава Marvel Television Джеф Лоуб сказал, что «самое интересное в работе частного детектива заключается в том, что грань между законным и незаконным становится очень размытой…. её стремление не всегда обязательно заключается в раскрытии дела, у неё скорее такие мысли: „Ладно, могу я оплатить аренду? Как я собираюсь пережить этот день?“» Он также добавил, что вдохновением для сезона послужили «фильмы-нуары 40-х годов» и «фильмы вроде „Китайского квартала“».
Описывая тон сезона, Лоуб сказал: «Когда мы впервые заговорили о „Сорвиголове“, мы пообещали, что будем рассказывать историю, которая сначала была криминальной драмой, а затем шоу о супергероях. Здесь это скорее психологический триллер. Это говорит о том, что, когда вы думаете о том, что случилось с Джессикой, и что разрушило её жизнь, и как она пыталась собрать её воедино, а затем столкнуться лицом к лицу с человеком, который разрушил её мир, это очень мощное, эмоциональное место для начала». Что касается изнасилования и травм в сезоне, Розенберг хотела избежать фактического показа изнасилования, которое она назвала «ленивым повествованием» и часто способом «оживить» персонажей мужского пола, и предпочла просто сделать травму частью повседневной жизни персонажей, а не «проблемой» сезона, которую нужно решить. Когда её спросили о взрослом характере сезона, включая использование секса, Розенберг объяснила, что Marvel не позволит лишь показывать наготу и использовать слово «fuck» в сезоне. Что касается всех социальных проблем, затронутых в сезоне, таких как «проблемы выбора, межрасовые отношения, насилие в семье, [и] вопросы согласия», а также изучения «феминизма и того, как быть женщиной в этом мире», Розенберг сказала: «В наши намерения никогда не входило [затрагивать социальную проблему], и я думаю, что в ту минуту, когда вы намереваетесь это сделать, вы наступаете на мыльницу. Если вы покопаетесь в тёмной стороне человеческой психики и во всех различных переживаниях, через которые мы проходим, и через которые мы проходим как женщины, вы обнаружите эти вещи. Если вы будете относиться к ним честно и с уважением, вы также столкнётесь с социальными проблемами».

### Подбор актёров
Основной актёрский состав включает Кристен Риттер в роли Джессики Джонс, Майк Колтер в роли Люка Кейджа, Рэйчел Тейлор в роли Патриши «Триш» Уокер, Уил Трэвэл в роли Уилла Симпсона, Эрин Мориарти в роли Хоуп Шлоттман, Эка Дарвилл в роли Малкольма Дюкасса, Кэрри-Энн Мосс в роли Джери Хогарт и Дэвид Теннант в роли Килгрейва.
Также, список второстепенных персонажей включает Пэм в исполнении Сьюзи Абромейт, Робин и Рубен в исполнении Колби Минифи и Кирана Малкейра, Николь в исполнении Николь Яннетти, Оскар Клемонс в исполнении Кларка Питерса, Альберт и Луиз Томпсоны в исполнении Майкла Сиберри и Лизы Эмери, и Венди Росс-Хогарт в исполнении Робин Вайгерт. Даниэль Ферланд, Джиллиан Гласко, Райан Фаррелл и Пол Прайс также периодически появляются в ролях жертв Килгрейва, которые присоединяются к группе поддержки, созданной Джессикой, в то время как Розарио Доусон и Ройс Джонсон возвращаются к своим соответствующим ролям Клэр Темпл и Бретта Махони из «Сорвиголовы».

### Дизайн
Стефани Маслански вернулась в качестве художницы по костюмам для «Джессики Джонс» из «Сорвиголовы», и в первом эпизоде ей помогала Дженн Роджин, которая создала кожаную куртку, потёртые джинсы и ботинки Джессики Джонс. Говоря о костюме Джессики, Маслански сказала, что она «считает её одежду бронёй и щитом, чем-то, что помогает ей сохранять дистанцию от других людей и уединение. Это избавляет её от необходимости определённым образом общаться с остальным человечеством». Было изготовлено по меньшей мере 10 версий куртки Джессики, которая начиналась как кожаная мотоциклетная куртка Acne Studios, из которой были удалены все «навороты и любые дополнительные лишние детали дизайна». Было использовано 20 пар джинсов, причём и куртки, и джинсы были старыми и потёртыми.
Поскольку костюм Джонс не сильно меняется на протяжении всего сезона, Маслански использовала флэшбэки, чтобы показать, как её костюм эволюционировал до наших дней: для Джессики Джонс в период «до Килгрейва» Маслански надела на героиню «более собранную», хотя и «всё ещё немного резковатую» одежду, которая не изменяла того, кем она была как персонаж, а просто была «другой». Например, во флэшбэке, где Джонс работает в корпоративной среде, она не носит костюм, а вместо этого «носит свои джинсы и находит действительно классную куртку, может быть, винтажную вещь, может быть, что-то, что она позаимствовала у Триш». Для флэшбэка, где Джонс носит костюм в виде большого бутерброда, в интернете было заказано «множество» костюмов, причём выбранный костюм затем был испорчен, чтобы он «выглядел грязным и старым», «всего лишь тень своего прежнего образа бутерброда», ставший «скорее хоги, чем бутербродом». В другом воспоминании Джонс представляет, как вырывается из-под контроля Килгрейва. Ярко-жёлтое платье, которое персонаж носит в сцене сновидения, было выбрано из-за его соответствия реальной ситуации персонажа, причём Маслански назвала его «таким красивым, таким свободным и таким лёгким».
Для Килгрейва Маслански использовала множество костюмов, созданных дизайнером Полом Смитом, а не специально сшитые для него костюмы, как она изначально планировала, поскольку в предыдущем модном сезоне Смит «был помешан на фиолетовом». Что касается его костюмов, Маслански добавила, что дизайнеры «хотели найти место, где мы могли бы использовать одежду фиолетовых оттенков, но не перегибать палку, чтобы это не выглядело глупо и чтобы он не переставал чувствоваться зловещим». Развивая это, Маслански назвала фиолетовый традиционно «довольно дружелюбным цветом, а он совсем не дружелюбный. Поэтому мне пришлось найти способы сделать его зловещим, пугающим и наводящим ужас. Я обнаружила, что мне нужна правильная пропорция оттенков фиолетового к другим похожим оттенкам: тёмно-синий, чёрный, бордовый». Маслански чувствовала, что Люк Кейдж также был человеком, «который носит свою одежду как доспехи», а его гардероб состоял из футболок, джинсов, кожаных курток или армейской куртки. Для такого персонажа, как Триш Уокер, у которой нет такого «эффективного костюма», как у Джонс, Маслански попыталась создать определённый стиль персонажа. Маслански сказала, что униформа Уокер — это мода, поэтому «даже когда она слонялась по дому, на ней были джинсы от Rag & Bone и топ от Chloé, и это была её версия футболки и джинсов». Маслански добавила, что ей было «круто одевать» Робин из-за её «причудливой» индивидуальности, но при этом она всё ещё могла «наряжаться эстетически». Что касается Малкольма, то по мере того, как его история постепенно становилась ярче в течение сезона, то же самое происходило и с его гардеробом, становясь «немного ярче и немного обнадёживающе».

### Съёмки
В феврале 2014 года Marvel объявила, что съёмки «Джессики Джонс» будут проходить в Нью-Йорке. В апреле главный редактор Marvel Comics Джо Кесада заявил, что съёмки шоу будут проходить в районах Бруклина и Лонг-Айленд-Сити, которые всё ещё выглядят как старая Адская кухня, помимо съёмок на звуковой сцене. Сезон был запущен в производство в феврале 2015 года в Бронксе в Леман-Колледже под рабочим названием «Violet», и предполагалось снимать каждый эпизод в среднем в течение девяти дней. Съёмки завершились в середине-конце августа. Другие места съёмок в Нью-Йорке включали бар Horseshoe в Ист-Виллидже для бара Люка; PATH-станцию 33-я улица и поезд PATH; район 101-й улицы для внешнего вида квартиры Джессики (в то время как внутренний вид квартиры был создан на звуковой сцене); Дугластон, Квинс для дома детства Джессики; центр Анхеля Оренсанса, где Джессика и Люк подрались в «Вставай в очередь»; Башню Уильямсбургского сберегательного банка и пирс 88 для локаций в «Улыбнись»; район Митпэкинг; Нолиту; поблизости со входом на 39-ю улицу в тоннель Линкольна; Трайбеку; Брайант-парк; Юнион-сквер; Грамерси; Гринпойнт, Бруклин, недалеко от станции очистки сточных вод Ньютаун-Крик; Лонг-Айленд-Сити, включая фабрику Allied Extruder Factory для завода по выращиванию сорняков, причём натурные кадры были сняты рядом с кладбищем Голгофа; мост Куинсборо со стороны Квинса; Манхэттенский мост; Бруклинская военно-морская верфь; терраса и фонтан Бетесды в Центральном парке; и Индастри-сити.
Что касается вдохновения для сезона, Лоуб рассказал, что «„Китайский квартал“… — это одна из вещей, которые повлияли на Брайана Майкла Бендиса и Майкла Гайдоса, когда они создавали персонажа. Так что такие красивые, длинные, широкие, экспансивные кадры, где люди как бы входят в кадр и выходят обратно из кадра, и кто-то оказывается на переднем плане, а затем кто-то находится далеко на заднем плане, и они ведут беседу, — вот что делает это интересным». Оператор-постановщик Мануэль Биллетер и режиссёр С. Дж. Кларксон черпали вдохновение из комиксов с точки зрения их цветовой палитры, рассматривая работы Вонга Карвая в качестве эталона для создания «нетрадиционных» композиций, при этом Биллетер объяснил: «Там было много элементов переднего плана [и] пространства для манёвра, и мы никогда не хотели показывать открытый кадр. Мы хотели создать ощущение клаустрофобии». Биллетер снимал сезон на камеру Red Epic Dragon в разрешении 4K, при этом для некоторых кадров с визуальными эффектами использовалось разрешение 5K, а также с объективами от Panavision PVintage; он фокусировался в основном на статичных кадрах и «хорошей композиции», но иногда использовал операторскую тележку или steadicam. Что касается освещения, Биллетер отметил, что многие уличные фонари Нью-Йорка были заменены с натриевых ламп на светодиоды, поэтому он пытался воссоздать «тёплый, грязный цвет паров натрия» для ночных наружных сцен.
Художник-постановщик Лорен Уикс описала Адскую кухню Marvel как «немного более в стиле [Ист-]Виллиджа». Чтобы добиться взрыва в баре Люка, Уикс сказала: «Мы не смогли снять окна [в Horseshoe Bar], которые [состоят] из множества маленьких цветных стёкол и металлических рам. Честно говоря, когда мы выбирали это место, мы не знали, что произойдёт такой взрыв… Что мы сделали, так это соорудили несгораемый ящик у входа, и у нас там была пушка, которая выбрасывала мусор, дым и немного огня. А затем мы сделали световой эффект внутри, а затем остальная часть взрыва была обработана визуальными эффектами». Что касается сцен в поезде и на станции PATH, менеджер по локациям Джейсон Фаррар отметил, что для съёмок использовались исключительно рельсы и платформа в течение дня, когда пассажиропоток был невелик.

### Визуальные эффекты
Shade VFX создала более 600 кадров с эффектами за сезон, причём «невидимые» эффекты стали «главным украшением, помогающими продвинуть вперёд более тёмные элементы сериала». Поэтому супервайзер по спецэффектам Карл Койнер и продюсер Джули Лонг тесно сотрудничали со съёмочной группой, чтобы «выполнять трюки, расширение декорации, взрывы, мокруху и сцены с огнём» во время съёмок, вместо того, чтобы заставлять Shade создавать эти эффекты на компьютере. Эффект, который должна была создать Shade, состоял в том, чтобы подкрасить кожу Килгрейва в фиолетовый цвет «в нескольких ключевых сценах», где он использует свои способности, намекая на наличие у него фиолетовой кожи в комиксах.

### Музыка
На San Diego Comic-Con International в 2015 году Шон Кэллери рассказал, что написал музыку для «Джессики Джонс», в итоге заявив, что музыка, необходимая для каждого эпизода, составляла от 9 до 20 минут, в общей сложности около 415 минут музыки за сезон. Marvel Music выпустила альбом с саундтреком к сезону в цифровом формате 3 июня 2016 года.
Автор музыки — Шон Кэллери, если не указано другое.
| №                   | Название                                        | Музыка                       | Длительность |
| ------------------- | ----------------------------------------------- | ---------------------------- | ------------ |
| 1.                  | «Jessica Jones Main Title»                      |                              | 1:09         |
| 2.                  | «Then There's the Matter of You»                |                              | 1:18         |
| 3.                  | «Fire Escape Night Shift»                       |                              | 4:16         |
| 4.                  | «Alias Investigations»                          |                              | 2:28         |
| 5.                  | «Fight at Luke's Bar»                           |                              | 2:21         |
| 6.                  | «Nurse Jessica»                                 |                              | 2:13         |
| 7.                  | «Rescuing Hope from the Hotel Bed»              |                              | 3:50         |
| 8.                  | «Kidnapping Kilgrave»                           |                              | 3:20         |
| 9.                  | «Sleepover at Luke's»                           |                              | 3:03         |
| 10.                 | «Jessica on the Move»                           |                              | 2:44         |
| 11.                 | «Cockroach»                                     |                              | 3:09         |
| 12.                 | «Luke's Revenge on the Bus Driver»              | Шон Кэллери и Джейми Форсайт | 2:31         |
| 13.                 | «Elevator Massacre»                             |                              | 2:52         |
| 14.                 | «Looking for Kilgrave–Bus Accident Vision»      |                              | 1:56         |
| 15.                 | «Hospital Cat and Mouse»                        |                              | 3:11         |
| 16.                 | «Gift from Trish»                               |                              | 2:55         |
| 17.                 | «Kilgrave Escapes His Glass Prison»             |                              | 1:41         |
| 18.                 | «Tailing Malcolm»                               |                              | 2:22         |
| 19.                 | «Jessica Confesses to Luke»                     | Шон Кэллери и Джейми Форсайт | 2:58         |
| 20.                 | «Restaurant Flashback»                          |                              | 1:48         |
| 21.                 | «Jones–Cage Match»                              | Шон Кэллери и Джейми Форсайт | 2:58         |
| 22.                 | «Final Justice for the Purple Man»              |                              | 2:33         |
| 23.                 | «Maybe It's Enough the World Thinks I'm a Hero» |                              | 2:17         |
| Общая длительность: | Общая длительность:                             | Общая длительность:          | 59:53        |

### Связь с КВМ
По поводу существования в КВМ, в частности, в том же мире, что и другие сериалы Netflix, Розенберг сказала: «„Джессика Джонс“ — это совсем, совсем другое шоу, по сравнению с „Сорвиголовой“. Мы существуем в кинематографической вселенной, [и] мифология вселенной взаимосвязана, но они выглядят очень по-разному, тонально они очень разные… Это было моей единственной заботой с самого начала: придётся ли мне подстраиваться под „Сорвиголову“ или под то, что было раньше? И ответ — нет». Что касается отсылок или «пасхалок» в сезоне, Розенберг объяснила, что «Всегда есть что-то маленькое, и в комнате сценаристов у нас есть несколько фанатов, которые знают всё это, и все они увлекаются разными вещами …. много отсылок [к комиксу Alias]». Она также сказала, что в этом сезоне есть отсылки к более масштабной КВМ, в каждом эпизоде есть «что-то маленькое».
Джерин Хогарт тесно связан с Железным Кулаком в комиксах, а также работал с Люком Кейджем в составе команды этих персонажей Герои по найму. Как и в «Сорвиголове», в этом сезоне есть отсылки к событиям фильма и команде Мстители (в частности к Халку и Капитану Америке, хотя и не по именам). Джессика также упоминает Анджелу дель Торо как ещё одного частного детектива, которая в комиксах является героиней Белым тигров и имеет связи с Кунь-Лунем и Железным Кулаком. Пол Тасси из «Forbes» был разочарован тем, как сезон вписался в более масштабную КВМ, чувствуя, что сезон казался «удалённым от мира „Мстителей“», и недостаточно высоко оценил «Сорвиголову», учитывая, что «предполагается, что он разделяет с ним хотя бы этот маленький уголок Кинематографической вселенной Marvel». Эрик Франциско из Inverse возразил, что отсутствие явных связей Джессики Джонс с КВМ было «главным преимуществом шоу. Помимо демонстрации того, насколько физически широк охват КВМ на самом деле, „Джессика Джонс“ также доказывает тематическую долговечность КВМ».

## Маркетинг
В мае 2015 года Marvel объявила о планах переиздания комикса Alias, на котором основан сериал, с новыми обложками от Дэвида Мака, автора оригинальной обложки комикса, который также предоставляет иллюстрации для вступительных титров сериала. Переиздания, которые все были выпущены в цифровом виде в июне 2015 года и вплоть до 15-го выпуска в двух изданиях в мягкой обложке в сентябре, были предназначены как для того, чтобы прославить историю Джессики Джонс, так и для того, чтобы познакомить новую аудиторию с персонажем перед выходом сезона. В конце сентября—начале октября Marvel и Netflix выпустили короткие тизеры к сезону, в которых рассказывалось об одном дне из жизни Джонс. Также в начале октября Marvel в цифровом формате выпустила 12-страничный ваншотовый комикс оригинальной творческой команды Alias (Бендиса, Гайдоса и Мака), действие которого разворачивается во вселенной телесериала. Ваншот был создан как эксклюзив для New York Comic Con, где была распространена печатная версия. В комиксе Джессика Джонс вступает в контакт с персонажем «Сорвиголовы» Тёрком Барреттом, и он включает в себя короткий эпизод с участием Сорвиголовы, чтобы отметить «связующую ткань, которая будет выстраиваться между сериалами». Также во время New York Comic Con Marvel организовала уличную маркетинговую кампанию и 10 октября показала «Дамский вечер», в то время как на Marvel Booth фанаты могли сфотографироваться с партой Alias Investigations, а на фоне финальной анимации появлялись глаза Килгрейва. Marvel также сотрудничала с Uber во время мероприятия, чтобы предоставить избранным гонщикам бесплатные поездки на конференцию или обратно на специально разработанных внедорожниках.
Полный трейлер был выпущен в конце октября, и Меган Дамор из Comic Book Resources сочла, что он помог установить тот же тон, что и «Сорвиголова», и представил в Килгрейве «самого жуткого злодея Marvel». Она также сравнила Джессику с некоторыми другими женскими персонажами КВМ (Чёрной вдовой, Мелиндой Мэй и Пегги Картер), чувствуя, что Джессика выделяется среди других, потому что у неё нет «чувства единения», и она была наиболее привлекательной из-за своей борьбы с травмой, и что в сезоне будет достаточно творческого пространства, необходимого для изучения персонажей, которого не хватало другим женским персонажам. Второй трейлер был выпущен 10 ноября 2015 года. Сарин Лидс из «The Wall Street Journal» чувствовала, что этот трейлер подчёркивает расширение прав и возможностей по сравнению с первым, который «был посвящён иллюстрации страха, стоящего за прошлым Джонс». Премьера сезона состоялась в Нью-Йорке 17 ноября.

## Релиз

### Стриминг
Первый сезон «Джессики Джонс» был выпущен 20 ноября 2015 года на стриминговом сервисе Netflix на всех территориях, где он доступен, в формате Ultra HD 4K. В январе 2015 года, через месяц после того, как Marvel объявила о выпуске сезона в 2015 году, генеральный директор Netflix Тед Сарандос сказал, что «слишком сложно сейчас сказать», действительно ли сезон выйдет в 2015 году, учитывая план Netflix выпустить сериал Marvel примерно через год после выхода «Сорвиголовы» в апреле 2015 года. Однако вскоре Netflix подтвердил, что сезон действительно выйдет в 2015 году, объявив в сентябре дату выхода 20 ноября. Сезон был улучшен, чтобы он был доступен с расширенным динамическим диапазоном (HDR) после его первоначального выпуска в Deluxe.
Этот сезон, наряду с дополнительными сезонами «Джессики Джонс» и другими сериалами Marvel от Netflix, был удалён из библиотеки Netflix 1 марта 2022 года из-за того, что лицензия Netflix на сериал закончилась, а Disney вернула права себе. Сезон стал доступен на Disney+ в США, Канаде, Великобритании, Ирландии, Австралии и Новой Зеландии 16 марта, в преддверии его дебюта на других рынках Disney+ к концу 2022 года.

### Домашние носители
Сезон был выпущен на DVD в Регионе 1 и на Blu-ray в Регионе A 22 августа 2017 года, в Регионе 2 и Регионе B — 5 декабря 2016 года, и в регионе 4 — 7 декабря 2016 года.

## Реакция

### Аудитория
Поскольку Netflix не раскрывает количество зрителей любых оригинальных сериалов, Symphony Technology Group собрала данные сезона на основе выборки из 15 000 человек, использующих программное обеспечение на своих телефонах, которое измеряет просмотр телепередач путём определения звука программы. По данным Symphony, с сентября по декабрь 2015 года эпизоды «Джессики Джонс» посмотрели в среднем 4,8 миллиона зрителей за 35-дневный цикл просмотра. Данные были представлены Аланом Вуртцелом, президентом NBCUniversal по исследованиям и медиа-развитию, в презентации, призванной предоставить «точку зрения» при утверждении, что «цифровые платформы наносят ущерб традиционному телевизионному бизнесу». Сарандос отреагировал на эти данные, сказав, что «вся методология, измерения и сами данные не отражают никакого чувства реальности того, что мы отслеживаем». Дальнейшее исследование Symphony за тот же период показало, что сериал «Джессика Джонс» входит в четвёрку самых просматриваемых сериалов в возрастной группе от 18 до 24 лет, опережая любой сериал, транслируемый по сети. Маркетингово-аналитическая компания Jumpshot определила, что этот сезон стал пятым самым просматриваемым сезоном на Netflix за первые 30 дней после премьеры, собрав 26 % зрителей, которых получил второй сезон «Сорвиголовы», который был самым просматриваемым сезоном по версии Jumpshot. Jumpshot, которая «анализирует данные о кликах с онлайн-панели из более чем 100 миллионов потребителей», изучила поведение и активность пользователей компании в США, принимая во внимание относительное количество зрителей Netflix в США, которые посмотрели хотя бы один эпизод сезона.

### Реакция критиков
На сайте-агрегаторе Rotten Tomatoes сезон держит рейтинг 94 % на основе 80 отзывов со средним рейтингом 8,2/10. Критический консенсус сайта гласит: «„Джессика Джонс“ строит многогранную драму вокруг своего привлекательного антигероя, создавая то, что может стать сильнейшей телевизионной франшизой Marvel на сегодняшний день». На Metacritic сезон получил 81 балл из 100 на основе 32-х критиков, что указывает на «всеобщие признание».
Ранний показ первого эпизода на New York Comic Con был встречен очень позитивной реакцией публики. Джордж Марстон из Newsarama поставил первому эпизоду 10 баллов из 10, сказав, что сезон «устанавливает баланс между самоосознающим нуаром и первыми заигрываниями Marvel с психологическим ужасом…. не просто очередной хит для Marvel и Netflix, но и знаковый момент для женщин-супергероинь на телевидении». Эрик Голдман из IGN считает, что «„Джессика Джонс“ начинается с сильного премьерного эпизода, который … легко заходит дальше, чем что-либо в КВМ с точки зрения сексуальности». Он назвал Риттер «похвально жёсткой, сардонической» Джессикой Джонс и похвалил актёрский состав второго плана за сильное впечатление, которое они произвели, и он оценил эпизод в 8,5 баллов из 10. Эван Валентайн из Collider поставил эпизоду 5 звёзд из 5, посчитав, что Теннант «поднимется на тот же уровень, что и Локи Тома Хиддлстона и Уилсон Фиск Винсента Д’Онофрио, как один из краеугольных камней злодейства в КВМ». Кэтрин Трендакоста из io9 также положительно отозвалась о «Дамском вечере», подчеркнув использование света и цвета в эпизоде, особенно фиолетового, и то, как он изображает Нью-Йорк таким, каким он «выглядит на самом деле — не слишком ярким, блестящим и чистым, но и не страдающим от бесконечных отключений электроэнергии». Абрахам Рисман отметил представление сексуальности в эпизоде, которое «было шокирующе и освежающе честным» по сравнению с другими фильмами и телесериалами Marvel. В заключение он похвалил поднятие в этом сезоне тем изнасилования и ПТСР.
Обозревая первые семь эпизодов сезона, Морин Райан из «Variety» положительно отозвалась о «Джессике Джонс», заявив: «Шоу, отличающееся исключительной игрой Кристен Риттер и уверенным руководством исполнительного продюсера Мелиссы Розенберг, является не просто претендентом на звание лучшего телевизионного проекта, связанного с Marvel; на чрезвычайно переполненной телевизионной сцене это одна из самых ярких новых драм года». Джек Шепард из The Independent, также обозревавший первые семь эпизодов, считает, что сезон «не только соответствует [„Сорвиголове“], но и превосходит ожидания». Шепард исключительно высоко оценил Килгрейва Теннанта, посчитав его одним из лучших злодеев, созданных Marvel, и, возможно, «лучшим экранным злодеем из комиксов со времён Джокера Хита Леджера». Меррилл Барр из «Forbes» заявил, что после просмотра первых семи эпизодов «ответом будет громкое „да“», если молния может ударить дважды для Marvel Television, заявив: «Без всяких сомнений, „Джессика Джонс“ — лучшее, что когда-либо создавало Marvel Television. В нём содержится всё обнадёживающее предвкушение [[Агенты «Щ.И.Т.»|„[Агентов] Щ.И.Т.а“]], весь феминистский подтекст „Агента Картер“ и вся твёрдость „Сорвиголовы“».
Доминик Паттен из Deadline Hollywood также высоко оценил сезон, особенно влияние Розенберг на него, освещение таких тем, как «ПТСР, жестокое обращение, нападение, стыд и смерть», и актёрский состав, назвав Килгрейва Теннанта лучшей ролью актёра, а также лучшим злодеем КВМ. Мэри Макнамара из «Los Angeles Times» чувствовала, что «Джессика Джонс» «переписала определение сверхчеловека» и была «чудом», похвалив «захватывающий дух» анализ восстановления после сексуальных, эмоциональных и физических жестоких отношений в этом сезоне. Дэниел Файнберг из «The Hollywood Reporter» также был настроен позитивно, сказав, что сезон «выглядит и ощущается немного как кабельный сериал об антигероях, но на самом деле это скорее послегероическая история, что делает его увлекательным и уникальным на рынке, где нет недостатка в костюмированных благотворителях всех типов». Его единственная критика заключалась в том, что «шоу разделяет маниакальную зацикленность Джессики на [Килгрейве], и в результате получается своего рода повествовательная клаустрофобия … Всё в этих начальных эпизодах связано с Килгрейвом, а Килгрейв — настолько извращённая фигура, что в неё трудно проникнуть какому-либо свету». Мелисса Мерц из «Entertainment Weekly» была несколько более критична к сезону, присудив ему оценку «B». Хотя Мерц посчитала, что Риттер была хорошим выбором на роль Джессики, и ей понравилась операторская работа, она чувствовала, что сезон «мог бы стать суровой драмой о персонажах, если бы не нуарные клише (саксофонная музыка, тени за стеклом) и процедурная структура, очень похоже на „CSI: Место преступления Marvel“. Самая большая слабость шоу та же, что и у Джессики: оно начинается с экстраординарного потенциала, но где-то на этом пути теряет то, что делает его особенным».
Голдман, позже проанализировавший весь сезон, поставил ему 9,3 баллов из 10. Он высоко оценил всех актёров, отношения между Джессикой и Триш и эпизод «Скамейка штрафников», хотя и критически отнёсся к персонажу Робин. Кроме того, Голдман также посчитал, что в сезоне было «слишком много сцен, посвящённых супружеским распрям Джери», и что он достиг своего пика «немного раньше фактического окончания сезона», как и в «Сорвиголове», где большинство захватывающих моментов было чуть раньше в сезоне.

### Анализ
Либби Хилл из «Los Angeles Times» прокомментировала, как «Джессика Джонс» разоблачила современный сексизм и женоненавистничество через использование Килгрейвом фразы «Улыбнись», назвав сезон «самой безобидной и острой культурной критикой» от Marvel на сегодняшний день. Хилл сравнила раннюю сцену, в которой Килгрейв просит Джонс улыбнуться, и её услужливость с «подобными благонамеренными сценариями, [которые] разыгрываются в реальном мире снова и снова каждый день», многие в форме уличных домогательств по признаку пола, которые находят отклик у многих женщин. Хилл также добавила, что «Килгрейв служит преувеличенным представлением предполагаемого согласия» из-за ответа, который он даёт Джессике позже в сезоне о том, что он никогда не знает, делает ли кто-то то, чего они хотят, или то, что он им говорит делать. Она приходит к выводу, что «„Джессика Джонс“ революционна, потому что, признавая случайное женоненавистничество и преувеличивая его наиболее разрушительные тенденции, она обнажает его всепроникающую токсичность. Она делает всё это, не выставляя напоказ свою политику, вместо этого спокойно полагаясь на знание того, что слишком много женщин смогут понять тонкости её сюжета». Эми С. Чемберс из Science and Entertainment Laboratory отметила, что сезон отошёл от сексизма даже больше, чем комиксы, изменив способности Килгрейва с того, что они основаны на феромонах, которые в особенности воздействуют на женщин, на то, что они основаны на вирусе, от которых идёт одинаковый эффект вне зависимости от пола, указывая на то, что «бессилие не зависит от пола».
Кваме Опам из The Verge решил изучить изнасилование и природу согласия в этом сезоне. Сравнивая «Джессику Джонс» с другими телесериалами, в которых изображалось изнасилование («Игра престолов», «Оранжевый — хит сезона» и «Чужестранка»), Опам посчитал, что «поскольку изнасилование является одной из ключевых тем шоу, нам никогда не нужно его видеть… изнасилование — основополагающая часть текста, и его присутствие является постоянным. Даже если оно невидимо, оно всегда здесь». Он также счёл, что в этом сезоне потребовалось время, чтобы изучить, как происходит изнасилование и что это значит, особенно с точки зрения власти и согласия, заключив: «„Джессика Джонс“ продвигает разговор об изнасиловании вперёд, рассматривая его как сложную тему, заслуживающую расследования, а не как приправу к истории… Может быть, нам больше не нужно его видеть, чтобы понять, насколько оно жестоко. Возможно, нашу энергию лучше потратить на глубокие размышления о том, почему это вообще происходит». Лили Луфбуроу из «The Guardian» также обсудила описание изнасилования и согласия в этом сезоне, отметив сложности, возникающие из-за того, что Килгрейв говорит своим жертвам, что чувствовать, а не просто как действовать, и сказав: «Какой бы исключительной ни казалась сила Килгрейва, моральная трясина, которую он порождает, слишком распространена. Это состояние жертвы изнасилования, которая испытала оргазм во время нападения. Это состояние солдата, обученного убивать, когда он подозревает, что его цели невиновны. Это состояние избитой женщины, которая возвращается к своему обидчику и остаётся „по собственной воле“. Это состояние… любого человека, на самом деле, который соглашается, независимо от контекста, отказаться от согласия в будущем». Луфбуроу также обсудила персонажа Симпсона, сравнив его вызывающую возбуждение красную пилюлю с антифеминистскими «красными пилюльщиками» и отметив, что его приём таблеток «делает его не просто опасно бредовым, но и настолько сильно расходящимся с природой и реальностью любого рода, что он забудет дышать, если только он нейтрализует действие таблетки».

### Награды
«Джессика Джонс» была включена в несколько списков лучших телешоу 2015 года, в том числе по версии «People» (1-е место, наряду с «Сорвиголовой»), Indiewire и «The Star-Ledger» (2-е), NPR (3-е), ScreenCrush (4-е), Digital Spy (5-е), «Complex» (6-е), Vulture (7-е), «Slate» (9-е) и TV Guide (11-е). Он также был включён в списки без рейтинга от Морин Райан из «Variety», Мэри Макнамары из «Los Angeles Times», «The Week» и «Wired». В декабре 2015 года IGN назвал «Джессику Джонс» лучшим оригинальным сериалом Netflix, выпущенным на сегодняшний день, и Райан назвала его одним из лучших новых шоу 2015 года, а Джефф Дженсен из «Entertainment Weekly» назвал его десятым лучшим новым шоу 2015 года. «The Atlantic» назвал «Что бы сделала Джессика?» одним из лучших телевизионных эпизодов 2015 года. Кроме того, «Джессика Джонс» была вторым по популярности телесериалом в Google в 2015 году.
| Год  | Награда                           | Категория                                                           | Номинант(ы)                                                      | Результат | Прим.   |
| ---- | --------------------------------- | ------------------------------------------------------------------- | ---------------------------------------------------------------- | --------- | ------- |
| 2015 | Исполнитель недели от TVLine      | Выступление в «Вы победитель!»                                      | Кристен Риттер                                                   | Победа    | [ 118 ] |
| 2016 | People’s Choice Awards            | Любимый актёр в научно-фантастическом/фэнтезийном сериале           | Дэвид Теннант                                                    | Номинация | [ 119 ] |
| 2016 | Выбор критиков                    | Лучшая актриса в драматическом сериале                              | Кристен Риттер                                                   | Номинация | [ 120 ] |
| 2016 | «Дориан»                          | Выступление года — телеактриса                                      | Кристен Риттер                                                   | Номинация | [ 121 ] |
| 2016 | «Империя»                         | Лучший телесериал                                                   | «Джессика Джонс»                                                 | Номинация | [ 122 ] |
| 2016 | «Пибоди»                          | Программы для развлечения и детей                                   | «Джессика Джонс»                                                 | Победа    | [ 123 ] |
| 2016 | «Небьюла»                         | Премия «Рэя Брэдбери Небьюла» за лучшее драматическое представление | Скотт Рейнольдс, Мелисса Розенберг и Джейми Кинг (за «Улыбнись») | Номинация | [ 124 ] |
| 2016 | Webby Awards                      | Специальное достижение: Лучшая актриса                              | Кристен Риттер                                                   | Победа    | [ 125 ] |
| 2016 | «Glamour»                         | Международная телеактриса                                           | Кристен Риттер                                                   | Победа    | [ 126 ] |
| 2016 | «Сатурн»                          | Лучший телеактёр второго плана                                      | Дэвид Теннант                                                    | Номинация | [ 127 ] |
| 2016 | «Сатурн»                          | Лучшая телеактриса                                                  | Кристен Риттер                                                   | Номинация | [ 127 ] |
| 2016 | «Сатурн»                          | Лучший сериал, выпущенный новыми медиа                              | «Джессика Джонс»                                                 | Номинация | [ 127 ] |
| 2016 | Ассоциация телевизионных критиков | Лучшая новая программа                                              | «Джессика Джонс»                                                 | Номинация | [ 128 ] |
| 2016 | «Хьюго»                           | Лучшая постановка — малая форма                                     | «Улыбнись»                                                       | Победа    | [ 129 ] |
| 2016 | «Готэм»                           | Прорывной сериал — крупная форма                                    | «Джессика Джонс»                                                 | Номинация | [ 130 ] |

## Комментарии
1. ↑  Под «инцидентом» подразумевается Битва за Нью-Йорк, показанная в фильме «Мстители» (2012).
2. ↑  Как показано в первом сезоне «Сорвиголовы».